# Praça Pedro Melo
A Praça Pedro Melo esta localizada em Belo Horizonte, na intercessão da Avenida Presidente Carlos Luz com os acessos ao campus da UFMG e à antiga sede da Usiminas.
Em 2002 foi instalada na praça uma escultura em aço maciço, criada pela artista plástica nipo-brasileira Tomie Ohtake, em homenagem aos 40 anos da Usiminas.
Em 2010 a praça foi uma das vencedoras da décima edição do Concurso Cidade Jardim, realizado pela Secretaria Municipal do Meio Ambiente. O concurso premia as iniciativas privadas que beneficiam de alguma forma o meio ambiente.